# Trịnh Văn Kiệm
Trịnh Văn Kiệm (sinh năm 1947, mất năm 2012) là một tướng lĩnh Công an nhân dân Việt Nam, hàm Thiếu tướng.

## Tiểu sử
Trịnh Văn Kiệm sinh năm 1947, quê quán tại xã Yên Quang, huyện Ý Yên, tỉnh Nam Định.
Trịnh Văn Kiệm là đảng viên Đảng Cộng sản Việt Nam.
Ông từng là Ủy viên Ban Thường vụ Đảng ủy Tổng cục - Chủ nhiệm Uỷ ban Kiểm tra Đảng ủy Tổng cục Cảnh sát; Bí thư Đảng ủy - Cục trưởng Cục Chính trị - Tổng cục Cảnh sát - Bộ Công an.
Vào ngày 9 tháng 1 năm 2005, ông được Thủ tướng Chính phủ Phan Văn Khải quyết định phong hàm Thiếu tướng Công an nhân dân Việt Nam.
Từ ngày 01 tháng 12 năm 2007, ông nghỉ hưu theo chế độ theo Quyết định số 1091/QĐ-TTg của Thủ tướng Chính phủ về việc Thiếu tướng Trịnh Văn Kiệm, Cục trưởng Cục Chính trị, Tổng cục Cảnh sát, Bộ Công an nghỉ hưu.

## Phong tặng
Trong quá trình chiến đấu và công tác, Trịnh Văn Kiệm đã được tặng thưởng: Huân chương Chiến công hạng Nhất; Huân chương Chiến công hạng Nhì; 2 Huân chương Chiến công hạng Ba; Huân chương Bảo vệ Tổ quốc hạng Nhất; Huy chương Kháng chiến chống Mỹ cứu nước hạng Ba; Huy chương Chiến sĩ vẻ vang hạng Nhất, Nhì, Ba; Huy chương Vì an ninh Tổ quốc; Huy hiệu 40 năm tuổi Đảng; Kỷ niệm chương Vì sự phát triển của Đảng; Kỷ niệm chương Vì sự nghiệp công tác xây dựng Đảng; Kỷ niệm chương Vì sự nghiệp Báo Nhân dân; Kỷ niệm chương Vì sự nghiệp tư tưởng văn hóa; Kỷ niệm chương Vì sự nghiệp dân vận; Kỷ niệm chương Vì sự phát triển phụ nữ Việt Nam; Kỷ niệm chương Vì thế hệ trẻ.